# Libera me
Libera me, Domine – responsorium z X w. pisane prozą rytmiczną, używane przed Soborem Watykańskim II w obrzędach pogrzebu i częściowo jako offertorium we Mszy św. za zmarłych.
Tekst pieśni stanowi poetycką prośbę do Boga, aby zlitował się nad zmarłym w czasie Sądu Ostatecznego. Obecnie w kanonie mszy żałobnej śpiew ten został zastąpiony pieśnią Przybądźcie z nieba.
Utwór przełożyła na język polski Zofia Romanowiczowa.